# Lega musulmana mondiale
La Lega musulmana mondiale (in arabo  رابطة العالم الإسلامي‎?, Rābiṭa al-ʿālam al-islāmī) è una organizzazione non governativa islamica, fondata il 18 maggio  1962 a Mecca, dove tuttora ha sede, su iniziativa del principe saudita (e futuro re) Fayṣal, con la partecipazione dei rappresentanti di 22 paesi.
Lo scopo dell'organizzazione è la promozione del panislamismo. Si adopera nella difesa apologetica dell'Islam, promuove iniziative culturali e religiose e offre sostegno economico ad alcune comunità musulmane. Partecipa come osservatore ai lavori del Consiglio economico e sociale delle Nazioni Unite e dell'UNICEF ed è membro dell'Islamic Educational, Scientific and Cultural Organization (ISESCO).
Dichiara il rifiuto della violenza, il contrasto al terrorismo e la ricerca del dialogo con gli appartenenti ad altre culture.
Il segretario generale della Lega musulmana mondiale è attualmente Muhammad Bin Abdul Karim Al Issa, a lungo ministro della Giustizia dell'Arabia Saudita.
Nel 1997 la Lega ha istituito in Italia una associazione autonoma, registrata come ente morale non a fini di lucro. La sede è ubicata nel complesso della Grande Moschea di Roma. Il direttore della "Lega musulmana mondiale - Italia" è il Dr. Abdurrahman Al Khayat.